# Glenea celestis
Glenea celestis là một loài bọ cánh cứng trong họ Cerambycidae.